# Pachyagrotis ankarensis
Pachyagrotis ankarensis là một loài bướm đêm trong họ Noctuidae.